# Puig de Cala Sardina
El Puig de Cala Sardina és una muntanya de 95 metres que es troba al municipi de del Port de la Selva, a la comarca catalana de l'Alt Empordà.